# ジャンカルロ・ゲレロ
ジャンカルロ・ゲレロ (Giancarlo Guerrero、1969年3月14日 - ) はコスタリカの指揮者。ニカラグア・マナグア生まれのコスタリカ人。2009年度よりアメリカ合衆国テネシー州ナッシュビルを拠点に活動するナッシュヴィル・シンフォニーの7番目の音楽監督。2011年より、クリーヴランド・オーケストラ・マイアミ支部のメイン客員指揮者を務めている。

## 経歴
ベイラー大学とノースウェスタン大学から学位を受けた。1999年から2004年までミネソタ管弦楽団で副指揮者を務め、ここで2000年3月、 John Corigliano の『Phantasmagoria on the Ghosts of Versailles』を世界初上演した。2001年から2008年までユージン交響楽団で音楽監督を務めた他、ベネズエラの Táchira Symphony でも音楽監督を務めた。
2004年6月、アメリカン・シンフォニー・オーケストラ・リーグにより全米の若い指揮者の功績を称えるヘレン・M・トンプソン賞を受賞した。
2009年よりナッシュビル・シンフォニーの音楽監督を務めており、新しい音楽や現代音楽作曲家の熱心な支持者であるゲレロはジョン・クーリッジ・アダムズ、ジョン・コリリアーノ、オスバルド・ゴリホフ、ジェニファー・ヒグドン、アーロン・ジェイ・カーニス、マイケル・ドアティ、ロバート・シエラなど全米で賞賛される作曲家とコラボレートしている。ナッシュビル・シンフォニーでの初収録はギリシャのナクソス島で行なわれ、マイケル・ドアティの『Metropolis Symphony』、『Deux Ex Machina』を録音し、2011年、最優秀オーケストラ・パフォーマンス賞を含むグラミー賞3部門を受賞した。近年、アルゼンチンの作曲家アストル・ピアソラ、アメリカの作曲家ジョセフ・シュワントナーの曲を収録したアルバムを2枚発表した。
ヨーロッパ、アジア、オーストラリア、南北アメリカの五大陸での客員指揮者を含む多忙な2010年度を過ごし、2011年夏、ペンシルベニア州フィラデルフィアにあるマン・センターにてフィラデルフィア管弦楽団のコンサートを指揮し、さらに彼らのヴェイルやサラトガでのコンサートの指揮も行なった。また、定期的にベネズエラのカラカスを拠点とするシモン・ボリバル・ユース・オーケストラ・オブ・ベネズエラで指揮を務め、ベネズエラで有名なエル・システマ音楽教育プログラムで若い音楽家の育成に尽力している。
近年、ボルチモア、ボストン、シンシナティ、ダラス、デトロイト、ヒューストン、インディアナポリス、ミルウォーキー、サンディエゴ、シアトル、トロント、バンクーバーおよびワシントンD.C.のワシントン・ナショナル交響楽団や、ハリウッド・ボウルでのロサンジェルス・フィルハーモニック、ブロッサム・フェスティバルでのクリーヴランド・オーケストラ、インディアナ大学サマー・オーケストラ・フェスティバルなど夏季に行なわれる多くのフェスティバルを含む北米の著名なオーケストラに、数多く出演している。また、ポルトガルのリスボンを拠点とするグルベンキアン管弦楽団やイギリスデビューとなったスコットランドのグラスゴーを拠点とするロイヤル・スコティッシュ管弦楽団で再演の契約を結び、ヨーロッパでの名声も上がっている。
オペラでの指揮も手掛けており、コスタリカン・リリック・オペラと定期契約を結んで『カルメン』、『ラ・ボエーム』、『リゴレット』などを指揮した。2008年2月、オーストラリアで行なわれたアデレイド・フェスティバルにて Osvaldo Golijov の一幕物のオペラ『Ainadamar』初演を指揮し、高い賞賛を得た。

## 受賞歴
これまで2回グラミー賞を受賞している。
- 2011年 - 最優秀オーケストラ・パフォーマンス賞 『Daugherty: Metropolis Symphony; Deus Ex Machina』
- 2012年 - 最優秀クラシック・インストゥルメンタル・ソロ賞 『Schwantner: Concerto for Percussion & Orchestra』（ナッシュビル・シンフォニーおよびソロイストのクリストファー・ラム）

## 関連事項
- ナッシュヴィル・シンフォニー